# بولينيا (جغرافيا)

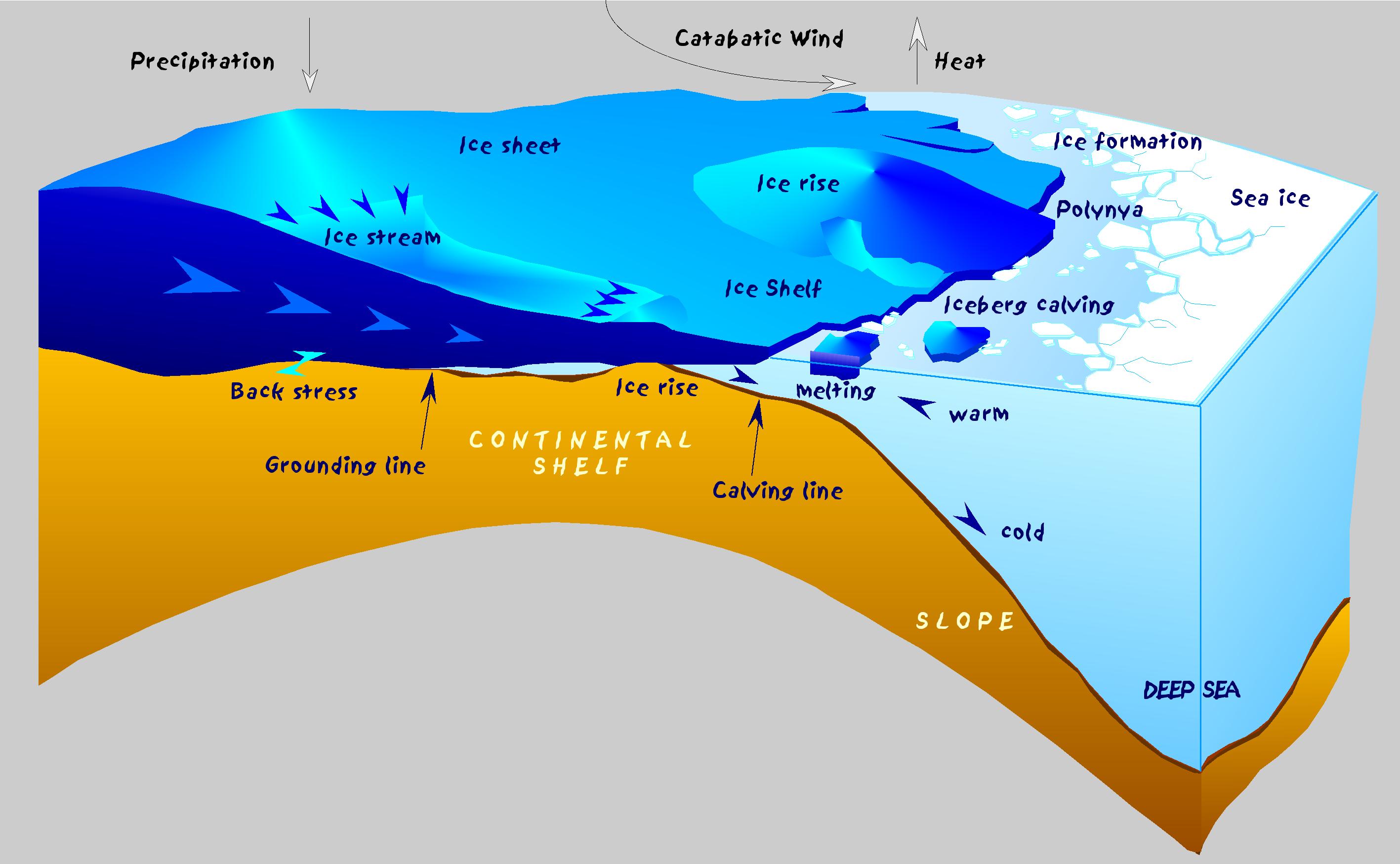
جرف جليدي (بولينيا) ساحلي في القارة المتجمدة الجنوبية

البولينيا أو الجرف الجليدي، هي مساحة من المياه المفتوحة محاطة بالجليد البحري. ويستخدم هذا المصطلح في مجال الجغرافيا لمنطقة البحر غير المجمدة في الجليد. والبولينيا كلمة من أصل روسي وتعني حفرة الجليد الطبيعي، واعتمدت في القرن 19 من قبل المستكشفين القطبيين لوصف أجزاء للملاحة في البحر. وعلى سبيل المثال في العقود الماضية بعض البولينيا مثل (ويديل بولينيا) صمدت على مدى عدة فصول الشتاء 1974-1976.

## التشكيل
تتشكل البولينيا من خلال عمليتين رئيسيتين:
- البولينيا ذات الحرارة المعتدلة: وتحدث عن طريق الديناميكية الحرارية، ويحدث عادة عندما تكون موجات المياه المتقلبة دافئة فتحافظ على درجة حرارة المياه السطحية عند أو فوق درجة التجمد. وهذا يقلل من إنتاج الثلج، وربما لا ينتجه نهائيا.
- البولينيا ذات الحرارة الكامنة: تتشكل من خلال عمل الرياح الهابطة أو تيارات المحيطات التي تعمل على تحريك الجليد بعيدا عن الحدود الثابتة مثل الساحل أو جسر الجليد. تتشكل البولينيا بدايةً في أول فصل من السنة حين تتحرك مساحة من الجليد بعيدا عن الساحل وتترك مساحة مفتوحة من المياه تكون داخلها البولينيا. وهذه القطعة من الجليد توجهها الرياح لحزمة جليد السنة الأولى. عندما تصل القطعة إلى حزمة الجليد تصبح قطعة موحدة جديدة على حزمة الجليد. والبولينيا ذات الحرارة الكامنة هي منطقة في المياه المفتوحة بين الساحل وحزمة الجليد.

مناطق البولينيا ذات الحرارة الكامنة هي مناطق إنتاج ثلج عالية، وهي تعد من المواقع المحتملة لإنتاج المياه الكثيفة في المناطق القطبية. ارتفاع معدلات إنتاج الجليد داخل البولينيا يؤدي إلى رفض كمية كبيرة من الماء المالح في المياه السطحية. هذه المياه المالحة تغوص وتمزج وربما تشكل كتل للمياه الجديدة. والسؤال مفتوح حول ما إذا كانت البولينيا في القطب الشمالي يمكن أن تنتج ما يكفي من المياه الكثيفة لتشكيل جزء كبير من المياه المطلوبة لدورة الحرارة الملحية.

## علم البيئة

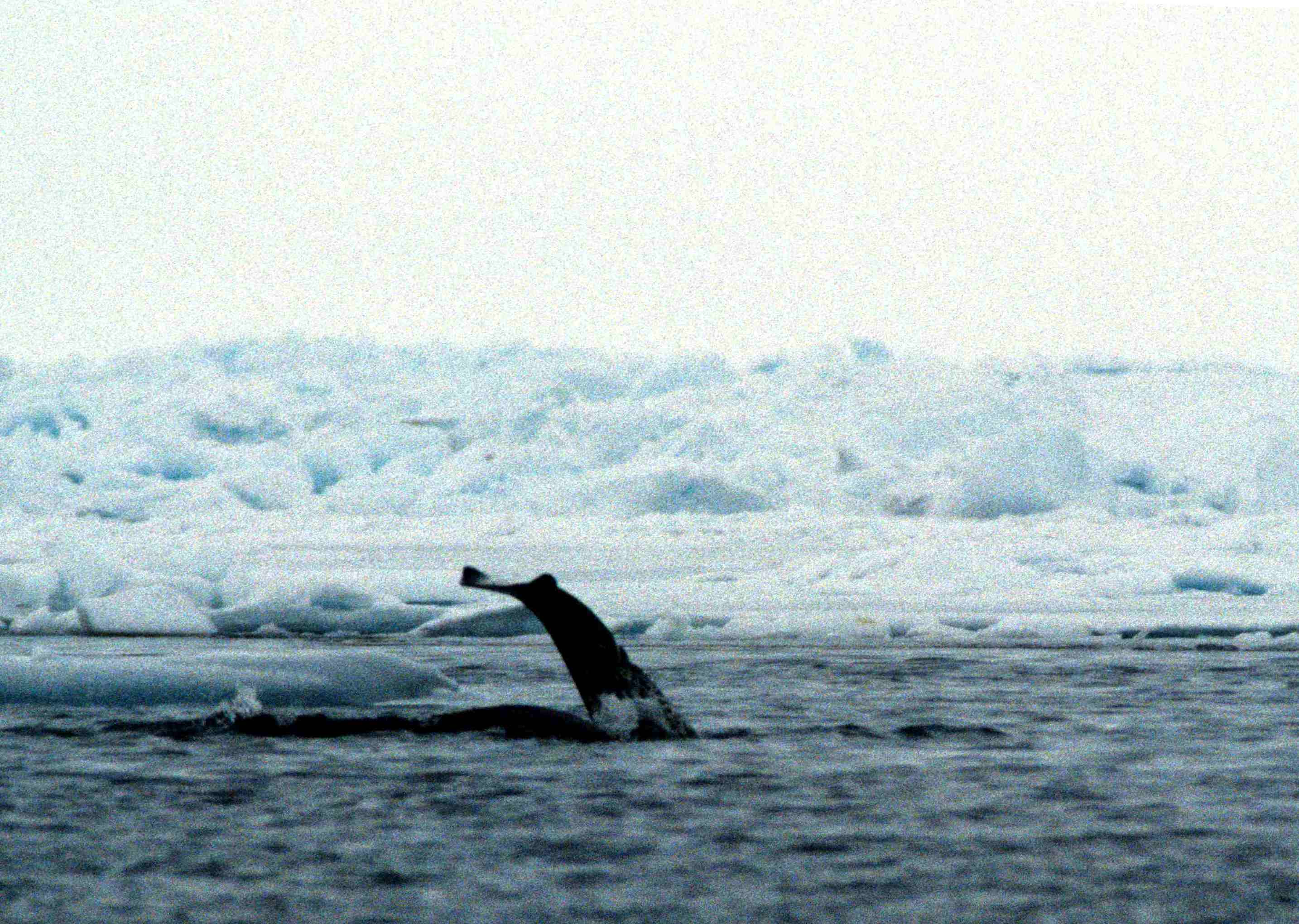
قطيع من حريش البحر في بولينيا في خليج بافين

بعض البولينيا مثل بولينيا المياه الشمالية في كندا، تحدث موسميا في نفس الوقت والمكان في كل عام. هذه الأنواع من البولينيا الموسمية ذات أهمية خاصة للبحوث البيئية لأن الحيوانات يمكن تقوم بالتكيف وتعديل استراتيجيات حياتها وفقا لهذا الانتظام الموسمي. في فصل الشتاء، الثدييات البحرية مثل حريش البحر والفظ والحيتان البيضاء التي لا تهاجر جنوبا، تظل هناك. في فصل الربيع، يكون الغطاء الجليدي رقيق ويسمح بدخول الضوء من خلال الطبقة السطحية حالما ينتهي الشتاء، والذي يؤدي في وقت مبكر لازدهار الطحالب التي تمثل أساس السلسلة الغذائية البحرية. وينظر إلى البولينيا كأماكن للإنتاج المكثف لأعشاب العوالق لضمان نقل الطاقة الشمسية (سلسلة الغذاء) التي تحددها الطحالب العوالق لسمك القد القطبي والفقمة والحيتان والدببة القطبية. ومن المعروف أن الدببة القطبية قادرة على السباحة بقدر 65 كيلومترا عبر المياه المفتوحة للبولينيا.

## الملاحة في القطب الشمالي
عندما أرسلت غواصات تابعة للبحرية الأمريكية إلى القطب الشمالي في الخمسينات والستينات كان هناك قلق شديد حول أن تطفوا على السطح من خلال حزمة سميكة من الجليد في المحيط المتجمد الشمالي. في عام 1962، ظهرت كل من(USS Skate) و(USS Seadragon) في نفس البولينيا الكبيرة بالقرب من القطب الشمالي، وكان ذلك أول التقاء لأسطول المحيط الأطلسي وأسطول المحيط الهادي للولايات المتحدة.